# Fredrik Hagblom

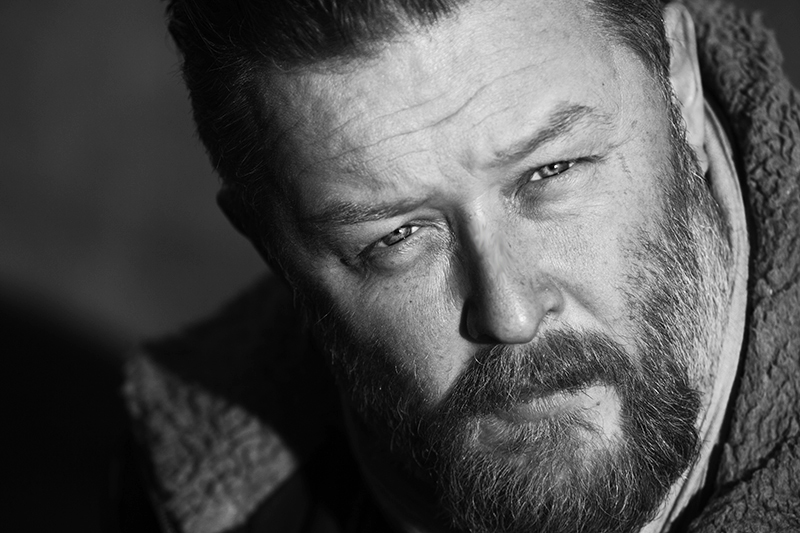
Fredrik Hagblom

Fredrik Hagblom född 1966, är en svensk stillbildsfotograf verksam sedan 1986. Han är sonson till Kurt Hagblom som var Lunds första pressfotograf.
Fredrik Hagblom utbildade sig 1988 på Capa International Centre Of Photography (ICP) i New York. Fredrik Hagblom bodde under 1990-talet under flera år i Spanien där han arbetade med tjurfäktningsfotografering. Detta engagemang ledde till utställningar i Spanien, bland annat i Madrid, Sevilla, Triana, Alcala de Henares, Calpe. 
I Castellon de la Plana erövrade han andra platsen i stadens stora internationella tjurfäktningsfototävling. 1995 fick han stipendium från pressfotografernas klubb för att arbeta vidare med tjurfäktningsfotografering. Kollektioner med tjurfäktningsbilder har också ställts ut i Lund på bland annat Pictura, Lunds universitet.